# Mosonmagyaróvári KC SE
A Motherson-Mosonmagyaróvári KC SE Mosonmagyaróvár város kézilabdaklubja, melynek női felnőtt csapata 2014-ben alakult meg. Az alakulás óta – a 2017–2018-as szezont leszámítva – az NB1-ben szerepel.

## A Mosonmagyaróvári Kézilabda Club története
(A Jogelődök: Veszprém Vasas, Bakony Vegyész, Veszprém Barabás KC)
A Mosonmagyaróvári Kézilabda Club 2014-ben alakult, de jogelődjeinek múltja egészen 1966-ig vezet vissza. Ekkor alapították meg a Veszprémi Vasast, amely 1968-ban bronzérmes lett a bajnokságban. 1969-ben Bakony Vegyész lett a csapat neve és egy évre rá, 1970-ben összejött a klub első és ezidáig egyetlen NB I-es bajnoki címe. Az aranyérem mellett öt ezüst-, és hat bronzérem, valamint két kupagyőzelem is fűződik a veszprémi női kézilabdázás nevéhez. Eddig Magyarországon tizenkét klub szerzett bajnoki címet a hölgyeknél, ebből az egyik a Bakony Vegyész.
A csapatot később Veszprémi SE-re keresztelték, a klub pedig egyre gyengébb eredményeket produkált. 1986-ban kiesett az első osztályból és bár 1989-ben visszajutott oda, két szezon után ismét búcsúzni kényszerült. A következő években a Veszprém zuhanórepülésbe kezdett: egy szezon múlva az NB I/B-ből, majd az NB II-ből is kiesett. Teljes újjáépítés kezdődött a klubnál, amely 2002-ben a harmadosztályt, 2006-ban pedig a másodosztályt nyerte meg, igaz ekkor még nem vállalta az élvonalbeli szereplést. A Veszprém Beton KC nevet viselő csapat 2007 és 2009 között háromszor is ezüstérmes lett az NB I/B Nyugati csoportjában, a harmadik alkalommal a Győri Audi ETO KC II mögött. Mivel a zöld-fehérek nem juthattak fel az NB I-be, ezért a második Veszprém kapta meg a lehetőséget.
Az NB I-ben Veszprém Barabás KC néven indult a csapat, amely stabil tagja volt a bajnokságnak egészen a gazdasági válságig. A 2011/2012-es szezont követően a klub mögül több szponzor is kihátrált, így jöttek anyagi problémák. A kulcsjátékosok távoztak, úgy tűnt a nehéz helyzetből nincs visszaút. Ám ekkor a Győri Audi ETO KC mentőövet dobott a Veszprémnek, amely így megmenekült a csődtől. A győri klub három évre szóló együttműködési szerződést írt alá a Veszprémmel, amelynek értelmében játékosokat adott a klubnak, akik így a komoly fejlődési lehetőséghez juthattak. A kapcsolat jól indult, de nem tartott sokáig. Két év után az ETO Mosonmagyaróvárra költöztette a klubot és az NB I-es indulási jogot. Ekkor kezdődött el a Mosonmagyaróvári Kézilabda Club története. A 2020-2021-es és a 2023-2024-es szezont a 3. helyen zárta a csapat. A 2023-2024-es szezonban negyeddöntőt játszott a csapat az Európa-ligában, egy szezonnal később azonban már a csoportkör végén búcsúzott a további küzdelmektől.

## Magyar Kupa
A csapat a 2016/2017-es szezonban a második fordulóban kapcsolódott be a sorozatba. Első mérkőzését a Haladás VSE ellen játszotta és 37-18-ra győzött. A találkozót Bükön rendezték a Városi Sportcsarnokban. A harmadik fordulóban az együttes 29-23-ra verte meg a Vasas SC csapatát idegenben. A negyedik forduló sorsolásán az MKC a szintén első osztályú Alba Fehérvár KC-val került össze. A találkozóra 2017. január 4-én került sor Székesfehérváron. Az MKC bravúrt végrehajtva 20-20-as döntetlent ért el, és így a szabályok értelmében továbbjutott mint vendégcsapat. Az óvári klub már csak egy lépésre került a Magyar Kupa Final Four-jától, de a negyeddöntőben elbukott az esélyesebb Dunaújvárosi Kohász KA ellen 31-20-ra. Érdekesség, hogy az óvári csapatnak ez volt az utolsó „hazai” pályán játszott mérkőzése Mosonszolnokon.

## Csarnok
Az MKC hazai mérkőzéseit a mosonmagyaróvári UFM Arénában rendezi. A csarnok befogadóképessége 1000 fő. Megépülése 2,05 milliárd forintba került, alapterülete 5000 m². A csapat első mérkőzését 2017. február 18-án játszotta benne, amin 31-29-re kikapott az Alba Fehérvár KC-tól. Az óvári klub korábbi otthona a Mosonszolnoki Sportcsarnok volt, amelyben megalakulásától kezdve játszott.

## A csapat
A 2025-2026-os szezon játékoskerete:
| Kapusok - 12 Bárbara Arenhart - 42 Horváth Szofi - 71 Mélanie Halter Jobbszélsők - 07 Falusi-Udvardi Laura - 27 Molnár Dorottya Balszélsők - 34 Kazai Anita - 66 Stranigg Zsófia Beállók - 10 Andrijana Tatar - 22 Pipy Wolfs - 36 Helembai Fanny | Balátlövők - 08 Bevelyn Eghianruwa - 45 Háfra Noémi Irányítók - 02 Tóth Eszter - 17 Kukely Anna - 96 Tóth Gabriella Jobbátlövők - 06 Laetitia Quist - 14 Katarina Džaferović |

### Átigazolások
A 2025-2026-os szezont megelőzően:
| Érkezők - Kazai Anita (a Szombathelyi KKA csapatától) - Helembai Fanny (a Váci NKSE csapatától) - Háfra Noémi (a Váci NKSE csapatától) - Mélanie Halter (a Metz Handball csapatától) - Bárbara Arenhart (az RK Krim Ljubljana csapatától) - Laetitia Quist (a HSG Blomberg-Lippe csapatától) - Bevelyn Eghianruwa (a Handball Erice csapatától) - Andrijana Tatar (a CS Minaur Baia Mare csapatától) - Katarina Džaferović (az SCM Craiova csapatától) - Dragan Adžić (vezetőedző) | Távozók - Albek Anna (a Metz Handball csapatához) - Schatzl Natalie (az Esztergomi KC csapatához) - Varga Emília (az Esztergomi KC csapatához) - Faragó Luca (kölcsönbe a Thüringer HC csapatához) - Ines Ivančok-Šoltić (a Szombathelyi KKA csapatához) - Lancz Barbora (az MTK Budapest csapatához) - Caroline Martins (az MKS Lublin csapatához) |

### Szakmai stáb
| Név            | Poszt      |
| -------------- | ---------- |
| Dragan Adžić   | vezetőedző |
| Stanigg Ferenc | másodedző  |

Forrás: mkcse.hu (frissítve: 2025. 08. 18.)

## Korábbi játékosok
- Albek Anna
- Bardi Fruzsina
- Dajka Bettina
- Dombi Luca
- Hadfi Gréta
- Hársfalvi Júlia
- Herczeg Lili
- Horváth Bernadett
- Katona Flóra
- Kovacsicz Mónika
- Kurucz Ivett
- Lakatos Rita
- Pásztor Noémi
- Petróczi Viktória
- Puhalák Szidónia
- Schatzl Natalie
- Sirián Szederke
- Soltész Kíra
- Szemerey Zsófi
- Szepesi Ivett
- Sztankovics Kyra
- Tilinger Tamara
- Tóth Nikolett
- Varga Emília
- Ines Ivančok-Šoltić
- Barbora Lancz
- Lucia Gubiková
- Maria Holešová
- Monika Rajnohová
- Réka Bíziková
- Simona Szarková
- Jana Knedlíková
- Michaela Konečná
- Laura Popa
- Sara Vukčević
- Lana Franković
- Žana Čović
- Ana Kojić
- Bojana Milić
- Sandra Filipović
- Irene Fanton
- Caroline Martins
- Karoline de Souza
- Tamires Morena Lima